# Boeing WC-135 Constant Phoenix
El WC-135 Constant Phoenix es un avión de propósitos especiales, derivado del Boeing C-135, y usado por la Fuerza Aérea de los Estados Unidos. Su misión es recolectar muestras de la atmósfera con el propósito de detectar e identificar explosiones nucleares. También es referido informalmente como el "pájaro del tiempo" o "el husmeador" por los trabajadores del programa.

## Diseño y desarrollo
Las modificaciones Constant Phoenix están relacionadas principalmente con el dispositivo de recolección atmosférica de a bordo, que permite a la tripulación de misión detectar "nubes" de residuos radiactivos en tiempo real. El avión está equipado con dispositivos externos de flujo para recolectar partículas en un papel de filtro y un sistema para comprimir todas las muestras de aire recogidas en esferas de almacenaje de alta presión. A pesar de las diferentes designaciones, tanto la C como la W llevan el mismo equipo de misión (igual que los aviones RC-135V y W).
El interior acomoda a 33 personas, incluyendo la tripulación de cabina, personal de mantenimiento y operadores de equipos especiales del Air Force Technical Applications Center. En las salidas operacionales, la tripulación es minimizada a sólo dos pilotos, navegador y operadores de equipos especiales, para reducir la exposición a radiación a solamente el personal esencial para la misión.
El WC-135 fue introducido en diciembre de 1965, reemplazando al avión Boeing WB-50 en las misiones de reconocimiento atmosférico y de recogida de muestras aéreas. Fueron convertidos inicialmente diez aviones desde aviones de transporte C-135B, y fueron puestos en servicio con el 55th Weather Reconnaissance Squadron en la Base de la Fuerza Aérea McClellan, California, con el Mando Militar de Transporte (MAC). Fueron localizados destacamentos en varias bases tanto en los Estados Unidos como en todo el mundo. Los aviones tomaron parte ocasionalmente en otras tareas durante sus carreras; varios aviones fueron asignados temporalmente al 10th Airborne Command and Control Squadron en RAF Mildenhall, a finales de los años 80 y principios de los 90, por lo que la unidad podía reducir la acumulación de horas de vuelo en sus EC-135H, mientras que otros sirvieron como transportes de personal según fuera necesario.
Aunque la mayoría de los aviones fue puesta en almacenaje a principios de los años 90, tres aparatos fueron retenidos para continuar con su uso. El número de serie 61-2666 fue convertido en NC-135 y permanece en servicio como bancada de las actualizaciones de equipo de los RC-135. El número de serie 61-2667 fue modernizado a WC-135W, dándosele el nombre de proyecto Constant Phoenix, y permanece en servicio con el 45th Reconnaissance Squadron en la Offutt Air Force Base, Nebraska. El número de serie 61-2674 fue convertido en el primer avión de observación OC-135B Open Skies, entrando nuevamente en servicio en 1993. Más tarde fue almacenado en 1997 y reemplazado por dos aviones adicionales.
En 1998, un antiguo EC-135C, número de serie 62-3582, fue convertido en WC-135C, y también designado Constant Phoenix.

## Historia operacional

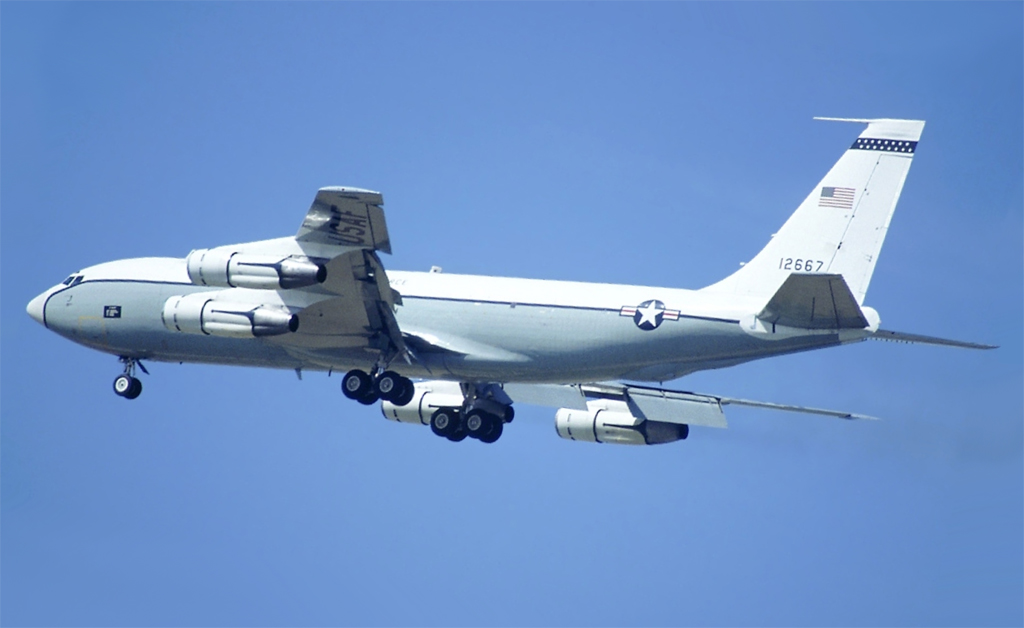
WC-135B en Alconbury (1992).

Los aviones de recolección atmosférica WC-135C y WC-135W Constant Phoenix dan apoyo a consumidores de inteligencia a nivel nacional, recolectando residuos de partículas y gases residuales de regiones accesibles de la atmósfera, en apoyo del Tratado de prohibición parcial de ensayos nucleares de 1963.

### Incidente Vela
Un avión WC-135B realizó 25 salidas en 1979 para intentar averiguar si un doble destello en el Atlántico Sur, que fue detectado por un satélite Vega, era una prueba de armas nucleares, aunque el resultado fue poco concluyente.

### Pakistán e India
El avión Constant Phoenix fue usado para recabar información de las pruebas nucleares realizadas por Pakistán e India en 1988.

### Corea del Norte
El viernes 6 de octubre de 2006, la agencia Kyodo News de Japón informó que un avión militar estadounidense, equipado para detectar radiaciones procedentes de pruebas nucleares, había despegado de la zona sur de Japón. Se creía que era parte de los esfuerzos estadounidenses para prepararse a controlar una prueba nuclear norcoreana.
El lunes 9 de octubre de 2006, la oficial Agencia Telegráfica Central de Corea (KCNA) de Corea del Norte informó que el país había realizado una prueba nuclear subterránea con éxito.
El 13 de octubre de 2006, la CNN informó: "La Fuerza Aérea estadounidense voló un avión WC-135 Constant Phoenix de recolección atmosférica el martes, para recolectar muestras de aire de la región. Un análisis preliminar de las muestras de aire de Corea del Norte muestra "residuos radiactivos procedentes de una prueba nuclear de Corea del Norte", según un comunicado de la oficina del principal funcionario de la inteligencia estadounidense. El comunicado, procedente de la oficina del Director de Inteligencia Nacional, John Negroponte, fue enviado al Capitolio de los Estados Unidos, pero no fue hecho público. La CNN lo obtuvo de una fuente del congreso. El comunicado de la oficina de inteligencia nacional decía que las muestras de aire fueron recolectadas el miércoles, y el análisis encontró residuos que procederían de una prueba nuclear "en los alrededores de Punggye" el lunes. El Ministerio de Defensa de Corea del Sur dijo a la CNN que los Estados Unidos han informado de que se había detectado radiactividad". El avión estaba basado en la Offutt AFB, y fue enviado a la Kadena Air Base en Okinawa para operar durante las misiones de muestreo.
El 17 de junio de 2009, el JoongAng Daily informó, en referencia a una supuesta prueba nuclear de Corea del Norte realizada el 25 de mayo: "La Fuerza Aérea estadounidense envió dos veces un reactor de reconocimiento especial, el WC-135 Constant Phoenix, desde la Kadena Air Base en Okinawa, Japón, para recolectar muestras".
El 23 de noviembre de 2010, el Sankei Shimbun informó que un WC-135 había sido trasladado a la Kadena Air Base en septiembre de 2010, en anticipación de una prueba nuclear norcoreana.
El 31 de enero de 2013, se informó que el WC-135W realizaba vuelos de vigilancia desde la Kadena Air Base en anticipación de otra prueba nuclear norcoreana.
El 6 de enero de 2016, la Fuerza Aérea estadounidense confirmó planes para desplegar prontamente el WC-135 para realizar pruebas de radiación cerca de Corea del Norte, para examinar la pretensión del mismo de haber realizado exitosamente una prueba de una bomba de hidrógeno, el 5 de enero (EST).
El 8 de septiembre de 2016, se informó que el WC-135 pronto comenzaría vuelos de vigilancia cerca de la Península Coreana tras confirmar fuentes oficiales de Corea del Sur que Corea del Norte realizó su quinta prueba nuclear a las 0:30 UTC aproximadamente.

### Japón
El 17 de marzo de 2011, la CNN informó que el WC-135W había sido desplegado desde la Offutt Air Force Base para ayudar en la detección de materiales radiactivos en la atmósfera alrededor de Japón, vigilando la radiactividad liberada de la Central nuclear Fukushima I, causada por el terremoto de magnitud 9,0 y el subsiguiente tsunami del 11 de marzo de 2011.

## Variantes
WC-135B
Avión de reconocimiento atmosférico y de recogida de muestras aéreas, 10 convertidos.
WC-135C
Conversión desde EC-135C, uno convertido.
WC-135W
Modernización desde WC-135B, uno convertido.

## Operadores
Estados Unidos
- Fuerza Aérea de los Estados Unidos

## Especificaciones

### Características generales
- Tripulación: Variable, acorde a la misión
- Longitud: 42,6 m (139,8 ft)
- Envergadura: 39,9 m (130,9 ft)
- Altura: 12,8 m (42 ft)
- Superficie alar: 226 m² (2432,7 ft²)
- Perfil alar: raíz: BAC 310/311/312 ; punta: BAC 313[13]
- Peso máximo al despegue: 136 300 kg (300 405,2 lb)
- Planta motriz: 4× turbofán Pratt & Whitney TF33-P-5 (WC-135W) (Pratt & Whitney TF33-P-9 (WC-135C)).
  - Empuje normal: 71,4 kN (7281 kgf; 16 051 lbf) de empuje cada uno.

### Rendimiento
- Velocidad nunca excedida (Vne): 648 km/h (403 MPH; 350 kt)
- Alcance: 6437 km (3476 nmi; 4000 mi)
- Techo de vuelo: 12 200 m (40 026 ft)
- Carga alar: 603 kg/m² (123,5 lb/ft²)
- Empuje/peso: 0,21

## Aeronaves relacionadas

### Desarrollos relacionados
- Boeing C-135 Stratolifter
- Boeing KC-135 Stratotanker
- Boeing OC-135B Open Skies
- Boeing RC-135

### Aeronaves similares
- Lockheed WC-130

### Secuencias de designación
- Secuencia C-_ (Aviones de Carga del USAAS/USAAC/USAAF/USAF (1925-1962)): ← C-132 - C-133 - C-134 - C-135 (EC-135/KC-135/NC-135/OC-135/RC-135/WC-135) - C-136 - C-137 - C-140 →